# الشبيك (نخل)
الشبيك منطقة سكنية تقع في ولاية نخل، التابعة لمحافظة جنوب الباطنة في سلطنة عمان. يقدر عدد سكانها بـ 7 نسمة حسب إحصاء عام 2010 التابع للمركز الوطني للإحصاء والمعلومات الحكومي. رمز المنطقة هو 70330212.

## الوصلات الخارجية
- المركز الوطني للإحصاء والمعلومات، سلطنة عمان